# Thales
Thales (Euronext HO) és una empresa d'electrònica global que proporciona serveis i sistemes d'informació per a missions crítiques als mercats aeroespacial, de la defensa i de la seguretat.
L'empresa va canviar el seu nom de Thomson-CSF a Thales el desembre de l'any 2000, poc després de l'adquisició per 1.300 milions de lliures de Racal Electronics plc, un grup d'electrònica de defensa britànic. Actualment, Thales és una empresa parcialment pública, i realitza operacions en més de 50 països, amb més de 70.000 treballadors, i va facturar més de 13.000 milions d'euros el 2006¹.
El grup Thales ocupa el lloc 485 al ranking de les empreses més grans que publica la revista Fortune, i és el novè contractista de defensa més gran del món. El 63% de les seves vendes són al sector militar.

## Principals accionistes
- Estat francès: 27,1%
- Alcatel-Lucent: 21,6%
- Dassault Group: 5%